# Charles Duvernoy (Klarinettist)
Charles Duvernoy (* 1766 in Montbéliard; † 28. Februar 1845) war ein französischer Klarinettist, Musikpädagoge und Komponist.

## Leben und Wirken
Duvernoy wurde 1790 wie sein Bruder Frédéric Duvernoy Mitglied der Kapelle der Garde nationale. Später wurde er Professor für Klarinette am Conservatoire de Paris. Fünfundzwanzig Jahre lang spielte er Klarinette im Orchester des Théâtre Feydeau.
Von Duvernoy sind neben zahlreichen Liedern zwei Klarinettensonaten und mehrere Konzerte für Klarinette und Orchester überliefert. Er war der Vater des Komponisten Henri Duvernoy, des Sängers Charles-François Duvernoy und des Hornisten Frédéric Duvernoy.